# Nubia (band)
Nubia was een gelegenheidsformatie, die in 1998 meedeed aan het Nationaal Songfestival met het liedje 'Ze kwamen overzee', een originele en opvallende bijdrage, die een kritisch geluid over de (wan)daden van de VOC liet horen. Het nummer werd geschreven door Ad van Olm. Van de acht liedjes eindigde het op een vierde plaats met 65 punten. Edsilia Rombley won dat jaar met overmacht de nationale finale met 'Hemel en aarde'.
- MusicBrainz: 0972457f-8d9d-4c5d-be4e-1a55a1994074